# This Was
| Recensione       | Giudizio   |
| ---------------- | ---------- |
| AllMusic         |            |
| Melody Maker     | Favorevole |
| NME              | Favorevole |
| Progarchives     |            |
| George Starostin | [ 1 ]      |

This Was è il primo album in studio del gruppo musicale britannico Jethro Tull, registrato e pubblicato nel 1968.

## Stile
(da "A Song for Jeffrey")
Si distingue dalla loro produzione successiva in quanto vi trovano spazio sia le influenze di blues del chitarrista Mick Abrahams (che lasciò i Jethro Tull dopo questo disco), che quelle di jazz, e in particolare al jazzista Roland Kirk, del flautista, cantante e armonicista del gruppo, Ian Anderson. Altro genere presente è quello folk, che, grazie al front man del gruppo, diverrà poi predominante per la produzione del gruppo negli anni a venire.

## Storia
Fu l'unico album dei Jethro Tull dove Ian Anderson non è la voce principale: infatti in Some Day the Sun Won't Shine for You e Move On Alone è presente anche il canto del chitarrista Abrahams.
Nel 2001 è stata pubblicata un'edizione rimasterizzata con l'aggiunta di 3 bonus track. Per il quarantesimo anniversario del 2008 è stato inoltre pubblicato in edizione deluxe doppio disco con brani dal vivo e rimasterizzati.
Nel 2008 viene pubblicato nella versione 40th Anniversary Collector's Edition, in occasione del quarantesimo anniversario del gruppo.
Il 9 novembre 2018 è stato pubblicato nel box set The 50th Anniversary Edition, con il remix stereo e surround di Steven Wilson, in occasione del cinquantesimo anniversario di pubblicazione del disco.

## Copertina
La copertina è stata concepita da Terry Ellis e Ian Anderson e realizzata da Brian Ward.

## Brani
In Dharma For One viene utilizzato uno strumento chiamato Claghorn, frutto di un'invenzione dello stesso Ian e consiste sostanzialmente in un flauto in legno al quale è stato aggiunto il bocchino di un sassofono.

## Tracce
1. My Sunday Feeling (Anderson) - 3:38
2. Some Day the Sun Won't Shine for You (Anderson) - 2:42
3. Beggar's Farm (Abrahams/Anderson) - 4:19
4. Move on Alone (Abrahams) - 2:00
5. Serenade to a Cuckoo (Roland Kirk) - 6:01
6. Dharma for One (Anderson/Bunker) - 4:11
7. It's Breaking Me Up (Anderson) - 4:56
8. Cat's Squirrel (tradizionale, arrangiamento di Abrahams) - 5:36
9. Song for Jeffrey (Anderson) - 3:18
10. Round (Anderson/Abrahams/Bunker/Cornick/Terry Ellis) - 0:50
  - Bonus track presenti nella versione rimasterizzata del 2001:
11. One for John Gee (Abrahams) - 2:05
12. Love Story (Anderson) - 3:07
13. Christmas Song (Anderson) - 3:09

### This Was 40th Anniversary Collector's Edition 2008

#### Disco 1
1. My Sunday Feeling (Original Mono Remastered)
2. Some Day The Sun Won't Shine For You (Original Mono Remastered)
3. Beggar's Farm (Original Mono Remastered)
4. Move On Alone (Original Mono Remastered)
5. Serenade To A Cuckoo (Original Mono Remastered)
6. Dharma For One (Original Mono Remastered)
7. It's Breaking Me Up (Original Mono Remastered)
8. Cat's Squirrel (Original Mono Remastered)
9. A Song For Jeffrey (Original Mono Remastered)
10. Round (Original Mono Remastered)
11. So Much Trouble (BBC Sessions)
12. My Sunday Feeling (BBC Sessions)
13. Serenade To A Cuckoo (BBC Sessions)
14. Cat's Squirrel (BBC Sessions)
15. A Song For Jeffrey (BBC Sessions)
16. Love Story (BBC Sessions)
17. Stormy Monday (BBC Sessions)
18. Beggars Farm (BBC Sessions)
19. Dharma For One (BBC Sessions)

#### Disco 2
1. My Sunday Feeling (New Stereo Mix)
2. Some Day The Sun Won't Shine (New Stereo Mix)
3. Beggars Farm (New Stereo Mix)
4. Move On Alone (New Stereo Mix)
5. Serenade To A Cuckoo (New Stereo Mix)
6. Dharma For One (New Stereo Mix)
7. It's Breaking Me Up (New Stereo Mix)
8. Cat's Squirrel (New Stereo Mix)
9. A Song For Jeffrey (New Stereo Mix)
10. Round (New Stereo Mix)
11. Love Story (Additional New Stereo Mix)
12. Christmas Song (Additional New Stereo Mix)
13. Sunshine Day (Original Mono Remastered)
14. One For John Gee (Original Mono Remastered)
15. Love Story (Original Mono Remastered)
16. Christmas Song (Original Mono Remastered)

### This Was - The 50th Anniversary Edition 2018

#### Disco 1
1. My Sunday Feeling (Steven Wilson Stereo Remix)
2. Some Day The Sun Won't Shine For You (Steven Wilson Stereo Remix)
3. Beggar's Farm (Steven Wilson Stereo Remix)
4. Move On Alone (Steven Wilson Stereo Remix)
5. Serenade To A Cuckoo (Steven Wilson Stereo Remix)
6. Dharma For One (Steven Wilson Stereo Remix)
7. It's Breaking Me Up (Steven Wilson Stereo Remix)
8. Cat's Squirrel (Steven Wilson Stereo Remix)
9. A Song For Jeffrey (Steven Wilson Stereo Remix)
10. Round (Steven Wilson Stereo Remix)
11. Love Story (Steven Wilson Stereo Remix)
12. A Christmas Song (Steven Wilson Stereo Remix)
13. Serenade To A Cuckoo (Take 1) [Steven Wilson Stereo Remix]
14. Some Day The Sun Won't Shine For You (Faster Version) [Steven Wilson Stereo Remix]
15. Move On Alone (Flute Version) [Steven Wilson Stereo Remix]
16. Ultimate Confusion (Steven Wilson Stereo Remix)

#### Disco 2
1. So Much Trouble (BBC Sessions)
2. My Sunday Feeling (BBC Sessions)
3. Serenade To A Cuckoo (BBC Sessions)
4. Cat's Squirrel (BBC Sessions)
5. A Song For Jeffrey (BBC Sessions)
6. Love Story (BBC Sessions)
7. Stormy Monday (BBC Sessions)
8. Beggar's Farm (BBC Sessions)
9. Dharma For One (BBC Sessions)
10. A Song For Jeffrey (Original Mono Mix)
11. One For John Gee (Original Mono Mix)
12. Someday The Sun Won't Shine For You (Faster Version) [Original Mono Mix]
13. Love Story (Original Mono Mix)
14. A Christmas Song (Original Mono Mix)
15. Sunshine Day
16. Aeroplane
17. Blues For The 18th
18. Love Story (1969 US Promo Single Stereo Mix for FM Radio Airplay)
19. US FM Radio Spot #1
20. US FM Radio Spot #2

#### Disco 3
1. My Sunday Feeling (Original Stereo Mix)
2. Some Day The Sun Won't Shine For You (Original Stereo Mix)
3. Beggar's Farm (Original Stereo Mix)
4. Move On Alone (Original Stereo Mix)
5. Serenade To A Cuckoo (Original Stereo Mix)
6. Dharma For One (Original Stereo Mix)
7. It's Breaking Me Up (Original Stereo Mix)
8. Cat's Squirrel (Original Stereo Mix)
9. A Song For Jeffrey (Original Stereo Mix)
10. Round (Original Stereo Mix)
11. My Sunday Feeling (2008 Remastered Version - Mono)
12. Some Day The Sun Won't Shine For You (2008 Remastered Version - Mono)
13. Beggar's Farm (2008 Remastered Version - Mono)
14. Move On Alone (2008 Remastered Version - Mono)
15. Serenade To A Cuckoo (2008 Remastered Version - Mono)
16. Dharma For One (2008 Remastered Version - Mono)
17. It's Breaking Me Up (2008 Remastered Version - Mono)
18. Cat's Squirrel (2008 Remastered Version - Mono)
19. A Song For Jeffrey (2008 Remastered Version - Mono)
20. Round (2008 Remastered Version - Mono)

#### Disco 4
1. This Was (Steven Wilson 4.1 Surround Sound Mix in DTS and Dolby Digital)
2. This Was (Steven Wilson Stereo Remix 96/24)
3. This Was (Original 1969 US stereo mix 96/24)
4. Love Story (Steven Wilson 5.1 Surround Sound Mix in DTS and Dolby Digital)
5. A Christmas Song (Steven Wilson 5.1 Surround Sound Mix in DTS and Dolby Digital)
6. Love Story (Steven Wilson Stereo Remix 96/24)
7. A Christmas Song (Steven Wilson Stereo Remix 96/24)
8. Serenade To A Cuckoo (Take 1) [Steven Wilson Stereo Remix 96/24]
9. Some Day The Sun Won't Shine For You (Faster Version) [Steven Wilson Stereo Remix 96/24]
10. Move On Alone (Flute Version) [Steven Wilson Stereo Remix 96/24]
11. Ultimate Confusion (Steven Wilson Stereo Remix 96/24)

## Formazione

### Gruppo
- Ian Anderson - flauto, claghorn, pianoforte, voce
- Mick Abrahams - chitarra, chitarra a 9 corde, voce
- Clive Bunker - batteria, hooter and charm bracelet
- Glenn Cornick - basso, armonica a bocca

### Altri musicisti
- David Palmer - arrangiamento ottoni, direzione (tracce 4 e 12)